# Spelobia brunealata
Spelobia brunealata är en tvåvingeart som beskrevs av Marshall 1985. Spelobia brunealata ingår i släktet Spelobia och familjen hoppflugor. Inga underarter finns listade i Catalogue of Life.